# Посёлок фермы № 3 совхоза «Добринский»
Фермы № 3 совхоза «Добринский» (нем. Friedental) — посёлок в Камышинском районе Волгоградской области, в составе Верхнедобринского сельского поселения. Основан как немецкий хутор Фриденталь.
Население — 83 чел. (2010)

## История
Дата основания не установлена. Предположительно основан в начале XX века. На РККА начала 1940-х отмечен как хутор Фриденталь. Хутор относился к Добринскому кантону АССР немцев Поволжья.
28 августа 1941 года был издан Указ Президиума ВС СССР о переселении немцев, проживающих в районах Поволжья, немецкое население депортировано, хутор, как и другие населённые пункты Добринского кантона был включен в состав Сталинградской области. В составе Камышинского района — с 1950 года. Решением Волгоградского облисполкома от 04 декабря 1964 года № 34/501 хутор Фриденталь Нижнедобринского сельсовета был переименован в посёлок Солнечный. Однако в дальнейшем населённый пункт в архивных документах значится как посёлок фермы № 3 совхоза «Добринский». С 1971 года в состав Верхнедобринского сельсовета.

## География
Посёлок находится холмистой степной местности, в пределах Приволжской возвышенности, являющейся частью Восточно-Европейской равнины, при балке Первая Сосновка, на высоте около 60 метров над уровнем моря. Почвы-каштановые. В балке Первая Сосновка имеются колки байрачного леса.
По автомобильным дорогам расстояние до административного центра Верхнедобринского сельского поселения села Верхняя Добринка — 17 км, до районного центра города Камышин — 33 км, до областного центра города Волгоград — 230 км.
Часовой пояс
Посёлок фермы № 3 совхоза «Добринский», как и вся Волгоградская область, находится в часовой зоне МСК (московское время). Смещение применяемого времени относительно UTC составляет +3:00.

## Население
| 2002 |
| ---- |
| 133  |

| 2010 |
| ---- |
| 83   |